# Aviso prévio
Aviso prévio é, no Brasil, a comunicação antecipada e obrigatória que numa relação de emprego uma parte deve fazer à outra de que deseja rescindir sem justa causa o contrato de trabalho.
Esta comunicação deverá ser efetuada com prazo mínimo de 30 dias para contratos que tenham até um ano de vigência. Para contratos que tenham completado um ano será acrescido 3 dias ao período de comunicação obrigatória, sendo que a cada ano de vigência do mesmo contrato acrescentam-se mais 3 dias ao prazo mínimo exigido.

## Natureza jurídica
O aviso prévio possui natureza tríplice
- A primeira tem a função de comunicar à outra parte do contrato de trabalho que não há mais interesse, por parte do comunicante, na continuação do pacto;
- A segunda é a exigência de comunicação dentro de um prazo mínimo;
- A terceira é a exigência de o empregado trabalhar no período do aviso, seja ele concedido pelo empregador ou pelo próprio empregado. Na hipótese de não haver a prestação de serviços nesse período haverá o pagamento de uma indenização correspondente ao mesmo período, não superior ao valor do salário pago ao empregado.

## Modalidades
O Aviso Prévio possui duas modalidades: o trabalhado e o indenizado.

### Trabalhado
Será trabalhado quando a parte comunicante deixar claro que haverá prestação de serviços durante o período de trinta dias, ou mais, conforme o tempo de vigência do contrato de trabalho. O Aviso Prévio Trabalhado é a regra geral.

### Indenizado
Será Indenizado quando a parte comunicante não avisar com a antecedência de 30 dias ou mais o encerramento do contrato, deixando claro, com sua atitude que não haverá a prestação de serviços no período exigido pela lei.
A falta do aviso prévio por parte do empregador dá ao empregado o direito aos salários correspondentes ao prazo do aviso, garantida sempre a integração desse período no seu tempo de serviço.
A falta de aviso prévio por parte do empregado dá ao empregador o direito de descontar os salários correspondentes ao prazo respectivo.
O aviso prévio é então considerado como indenizado, sendo a exceção à regra.

## Reconsideração
Dado o aviso prévio, a rescisão torna-se efetiva depois de expirado o respectivo prazo, mas, se a parte notificante reconsiderar o ato, antes de seu termo, à outra parte é facultado aceitar ou não a reconsideração. Caso seja aceita a reconsideração ou continuando a prestação depois de expirado o prazo, o contrato continuará a vigorar, como se o aviso prévio não tivesse sido dado.

## Jornada de Trabalho
Caso a rescisão do contrato tiver sido promovida pelo empregador o horário normal de trabalho do empregado, durante o prazo do aviso será reduzido de 2 (duas) horas diárias, sem prejuízo do salário integral. Sendo facultado ao empregado trabalhar sua jornada integral,sem a redução das 2 (duas) horas diárias, podendo por isso faltar ao serviço, sem prejuízo do salário integral, por 7 (sete) dias corridos.
A intenção do legislador era permitir ao empregado conseguir nova colocação, aproveitando melhor seu tempo livre.

## Prazo do Aviso
O prazo do aviso é polêmico no Brasil e em razão da vigência da Lei № 12.506, de 11 de outubro de 2011 aumenta proporcionalmente ao tempo de serviço prestado na mesma empresa. Além dos 30 dias já previsto na CLT para que as partes façam a comunicação, agora tanto empregador como empregado devem acrescentar três dias a cada ano de serviço ao prazo mínimo, limitado a 90 dias de aviso prévio.
Considerando-se que a lei acima mencionada reporta-se ao Capítulo VI do Título IV da Consolidação das Leis do Trabalho - CLT, que trata do aviso prévio, então no caso de demissão voluntária, o empregado também deverá comunicar com a mesma antecedência ao empregado e trabalhar pelo mesmo período ou ressarcir a empresa pelo tempo devido.
Contudo a empresa poderá, por liberalidade, optar por liberar o empregado, sem ônus.

## Pagamento
O pagamento devido pela empresa ou o desconto a ser efetuado nas verbas rescisórias do empregado, corresponderão sempre ao valor do último salário recebido pelo trabalhador, sendo que o valor das horas extraordinárias realizadas com habitualidade integra o aviso prévio indenizado.
A partir da entrada em vigor da lei № 13.467 de 2017, independentemente se o aviso prévio for trabalhado ou indenizado, o prazo para homologação (entrega ao empregado de documentos que comprovem a comunicação da extinção contratual), bem como para pagamento dos valores devidos na rescisão contratual será de 10 (dez) dias contados a partir do término do contrato.
Caso o empregador não cumpra os prazos acima, ele estará sujeito à multa de 160 BTN, por trabalhador como também, multa em FAVOR DO EMPREGADO, em valor equivalente ao seu salário, exceto quando o próprio empregado der motivo ao não pagamento do aviso prévio. (Art. 477. § 6°, a,b e §8° da CLT).

## Reajuste Sindical
O reajustamento salarial concedido em razão de convenção coletiva de trabalho ou acordo coletivo que tenha sido determinado no curso do aviso prévio, beneficia o empregado pré-avisado da despedida, mesmo que tenha recebido antecipadamente os salários correspondentes ao período do aviso.